# EHF Champions League 2002/03
An der EHF Champions League 2002/03 nahmen 31 Handball-Vereinsmannschaften teil, die sich in der vorangegangenen Saison in ihren Heimatligen für den Wettbewerb qualifiziert hatten. Es war die 43. Austragung der EHF Champions League bzw. des Europapokals der Landesmeister. Der Titelverteidiger war der SC Magdeburg. Die Pokalspiele begannen am 7. September 2002, das zweite Finalspiel fand am 4. Mai 2003 statt. Im Finale konnte sich Montpellier HB gegen Portland San Antonio durchsetzen.

## Modus
Für die Gruppenphase gab es zwei Qualifikationsrunden im K.-o.-System mit Hin- und Rückspiel für die niedriger gerankten qualifizierten Vereine. Die Sieger aus der Qualifikationsrunde 1 kamen eine Runde weiter und die Verlierer in die zweite Runde des EHF-Pokals 2002/03. Die Sieger aus der Qualifikationsrunde 2 zogen in die Gruppenphase ein und die Verlierer in die dritte Runde des EHF-Pokals. In der Gruppenphase mit vier Gruppen mit je vier Mannschaften, spielte in einer Gruppe jeder gegen jeden ein Hin- und Rückspiel. Die jeweils zwei Gruppenbesten erreichten das Viertelfinale. Ab dem Viertelfinale wurde im K.-o.-System mit Hin- und Rückspiel gespielt. Der Gewinner des Finales war EHF-Champions-League-Sieger der Saison 2002/03.

## Qualifikation

### Runde 1
Die Hinspiele fanden am 7./8. September 2002 statt und die Rückspiele am 14./15. September 2002. Ausnahmen davon waren die Spiele zwischen MŠK Považská Bystrica und GTU Shevardeni Tbilisi in Považská Bystrica und die zwischen HK Lokomotiv Warna und Fibrex Săvineşti in Bacău, die bereits am 7. und 8. September 2002 ausgetragen wurden.
|                       | Gesamt |                        | Hinspiel | Rückspiel |
| --------------------- | ------ | ---------------------- | -------- | --------- |
| Panellinios AC Athen  | 56:48  | ASKI Ankara            | 30:23    | 26:25     |
| SKA Minsk             | 48:55  | HC Granitas Kaunas     | 23:25    | 25:30     |
| Bregenz HB            | 59:43  | SPE Strovolos Nicosia  | 31:19    | 28:24     |
| Pallamano Trieste     | 59:54  | RK Izvidac Ljubuski    | 33:27    | 26:27     |
| HC Eynatten           | 52:63  | Vardar Skopje          | 28:31    | 24:32     |
| MŠK Považská Bystrica | 70:48  | GTU Shevardeni Tbilisi | 35:25    | 35:23     |
| Handball Esch         | 45:51  | V&L Geleen             | 24:25    | 21:26     |
| HK Lokomotiv Warna    | 37:75  | Fibrex Săvineşti       | 20:41    | 17:34     |

### Runde 2
Die Hinspiele fanden am 5./6. Oktober 2002 statt. Die Rückspiele fanden am 12./13. Oktober 2002 statt.
|                           | Gesamt |                       | Hinspiel | Rückspiel |
| ------------------------- | ------ | --------------------- | -------- | --------- |
| HC Baník Karviná          | 67:47  | MŠK Považská Bystrica | 31:25    | 36:22     |
| V&L Geleen                | 43:69  | Wisla Plock           | 24:28    | 19:41     |
| Sandefjord TIF            | 49:55  | Vardar Skopje         | 26:26    | 23:29     |
| Fibrex Săvineşti          | 43:41  | RK Partizan Belgrad   | 28:19    | 15:22     |
| HK Drott Halmstad         | 49:51  | Panellinios AC Athen  | 29:26    | 20:25     |
| Bregenz HB                | 47:62  | Medwedi Tschechow     | 25:31    | 22:31     |
| Shakhtyor Akademi Donetsk | 46:44  | HC Granitas Kaunas    | 34:24    | 12:20     |
| Pallamano Trieste         | 60:51  | Pfadi Winterthur      | 31:26    | 29:25     |

## Gruppenphase
Die Gruppenphase wurde zwischen dem 8. November 2002 und dem 15. Dezember 2002 ausgespielt.

### Gruppen
| Gruppe A KC Veszprém Panellinios AC Athen SC Magdeburg Wisla Plock | Gruppe B Pallamano Trieste KIF Kolding Portland San Antonio Shakhtyor Akademi Donetsk | Gruppe C HC Baník Karviná Medwedi Tschechow Montpellier HB Prule 67 Ljubljana | Gruppe D Fibrex Săvineşti RK Zagreb THW Kiel Vardar Skopje |

### Gruppe A
| Pl. | Mannschaft           | Sp. | S | U | N | Tore      | Diff. | Punkte |
| --- | -------------------- | --- | - | - | - | --------- | ----- | ------ |
| 1.  | KC Veszprém          | 6   | 6 | 0 | 0 | 0163:1270 | +36   | 12     |
| 2.  | SC Magdeburg         | 6   | 4 | 0 | 2 | 0179:1660 | +13   | 8      |
| 3.  | Wisla Plock          | 6   | 1 | 0 | 5 | 0167:1950 | −28   | 2      |
| 4.  | Panellinios AC Athen | 6   | 1 | 0 | 5 | 0131:1520 | −21   | 2      |

### Gruppe B
| Pl. | Mannschaft                | Sp. | S | U | N | Tore      | Diff. | Punkte |
| --- | ------------------------- | --- | - | - | - | --------- | ----- | ------ |
| 1.  | Portland San Antonio      | 6   | 5 | 0 | 1 | 0180:1420 | +38   | 10     |
| 2.  | KIF Kolding               | 6   | 4 | 0 | 2 | 0178:1520 | +26   | 8      |
| 3.  | Pallamano Trieste         | 6   | 2 | 1 | 3 | 0163:1750 | −12   | 5      |
| 4.  | Shakhtyor Akademi Donetsk | 6   | 0 | 1 | 5 | 0135:1870 | −52   | 1      |

### Gruppe C
| Pl. | Mannschaft         | Sp. | S | U | N | Tore      | Diff. | Punkte |
| --- | ------------------ | --- | - | - | - | --------- | ----- | ------ |
| 1.  | Montpellier HB     | 6   | 5 | 0 | 1 | 0166:1600 | +6    | 10     |
| 2.  | Prule 67 Ljubljana | 6   | 4 | 0 | 2 | 0179:1690 | +10   | 8      |
| 3.  | Medwedi Tschechow  | 6   | 2 | 0 | 4 | 0182:1700 | +12   | 4      |
| 4.  | HC Baník Karviná   | 6   | 1 | 0 | 5 | 0167:1950 | −28   | 2      |

### Gruppe D
| Pl. | Mannschaft       | Sp. | S | U | N | Tore      | Diff. | Punkte |
| --- | ---------------- | --- | - | - | - | --------- | ----- | ------ |
| 1.  | THW Kiel         | 6   | 4 | 0 | 2 | 0175:1500 | +25   | 8      |
| 2.  | RK Zagreb        | 6   | 3 | 1 | 2 | 0156:1540 | +2    | 7      |
| 3.  | Fibrex Săvineşti | 6   | 2 | 1 | 3 | 0164:1620 | +2    | 5      |
| 4.  | Vardar Skopje    | 6   | 2 | 0 | 4 | 0152:1810 | −29   | 4      |

## Viertelfinals
Die Hinspiele fanden am 1./2. März 2003 statt und die Rückspiele am 8./9. März 2003.
|                    | Gesamt |                      | Hinspiel | Rückspiel |
| ------------------ | ------ | -------------------- | -------- | --------- |
| KIF Kolding        | 57:60  | KC Veszprém          | 31:27    | 26:36     |
| SC Magdeburg       | 56:60  | Portland San Antonio | 22:26    | 34:34     |
| RK Zagreb          | 53:62  | Montpellier HB       | 28:28    | 25:34     |
| Prule 67 Ljubljana | 61:59  | THW Kiel             | 33:33    | 28:26     |

## Halbfinals
Die Hinspiele fanden am 30. März 2003 statt und die Rückspiele am 6. April 2003.
|                      | Gesamt |                | Hinspiel | Rückspiel |
| -------------------- | ------ | -------------- | -------- | --------- |
| Prule 67 Ljubljana   | 52:56  | Montpellier HB | 29:27    | 23:29     |
| Portland San Antonio | 54:50  | KC Veszprém    | 28:20    | 26:30     |

## Finale
Das Hinspiel in Pamplona fand am 26. April 2003 statt und das Rückspiel in Montpellier am 5. Mai 2003. Der erste Titelgewinn von Montpellier HB war auch der erste einer französischen Mannschaft in der EHF Champions League bzw. dem Europapokal der Landesmeister.
|                      | Gesamt |                | Hinspiel | Rückspiel |
| -------------------- | ------ | -------------- | -------- | --------- |
| Portland San Antonio | 46:50  | Montpellier HB | 27:19    | 19:31     |

## Statistiken

### Torschützenliste
Die Torschützenliste zeigt die drei besten Torschützen in der EHF Champions League 2002/03.
Zu sehen sind die Nation des Spielers, der Name, die Position, der Verein, die gespielten Spiele, die Tore und der Tordurchschnitt pro Spiel.
Der Erstplatzierte ist Torschützenkönig der EHF Champions League 2002/03.
| Pl. | Nation   | Spieler              | Pos. | Verein               | Sp. | Tore | Ø   |
| --- | -------- | -------------------- | ---- | -------------------- | --- | ---- | --- |
| 1.  | Kroatien | Mirza Džomba         | (RA) | KC Veszprém          | ?   | 67   | ?   |
| 2.  | Danemark | Lasse Boesen         | (RL) | KIF Kolding          | 8   | 53   | 6,6 |
|     | Island   | Ólafur Stefánsson    | (RR) | SC Magdeburg         | 8   | 53   | 6,6 |
| 4.  | Belarus  | Michail Jakimowitsch | (RL) | Portland San Antonio | 11  | 49   | 4,5 |